# Klaus Barbie
Klaus Barbie (Bad Godesberg (današnji Bonn), 25. listopada 1913. – 25. rujna 1991.), časnik SS-a i Gestapa.
Rođen je kao izvanbračno dijete u gradu Bad Godesbergu, sjevernorajnska Westfalija. 1934. priključuje se SS-u, a 1937. i NSDAP-u (Nacističkoj stranci). 1941. poslan je u Amsterdam, a kasnije, u svibnju 1942., u francuski grad Lyon. Tamo će, noseći zelenu uniformu Gestapa kao šef lokalne jedinice, steći nadimak „Krvnik iz Lyona”. Postat će odgovoran za stravične zločine, osobito smrt čak 26197[nedostaje izvor] osoba. Jedna od tih osoba bio je i Jean Moulin, najviše rangirani član Pokreta otpora ikad uhvaćen od nacista. Od 1945. – 1955. radio je za britanske i američke obavještajne službe. 1955. s obitelji bježi u Boliviju gdje od malog trgovca drogom postaje narkoboss. Sudjelovao je i u bolivijskom udaru.
Kao nacist identificiran je 1971., ali je u Lyon poslan tek 1983. godine. Suđenje s porotom koje je i snimano počelo je 11. svibnja 1987. Dana 4. srpnja 1987. lyonski kazneni sud za zločine proglašava ga krivim za zločine protiv čovječnosti, posebice za deportaciju u logore smrti više stotina francuskih židova (među kojima i 44 djece koja su uhvaćena u kući u francuskom mjestu Izieu i nakon toga ubijena) i osuđuje ga na doživotni zatvor. Umro je u 77. godini, od raka, u lyonskom zatvoru.